# Juan Pablo Zuluaga
Juan Pablo Zuluaga Estrada (Medellín, Colombia; 15 de junio de 1993) es un futbolista colombiano. Juega de centrocampista y actualmente milita en Operário del Campeonato Brasileño de Serie B.

## Clubes
Actualizado el 8 de diciembre de 2024
| Club                   | País      | Año             | Partidos | Goles | Asistencias |
| ---------------------- | --------- | --------------- | -------- | ----- | ----------- |
| Independiente Medellín | Colombia  | 2013            | 11       | 0     | 0           |
| Atlético               | Colombia  | 2014 - 2015     | 43       | 3     | 0           |
| Deportivo Miranda      | Venezuela | 2015 - 2016     | 40       | 7     | 0           |
| Jaguares de Córdoba    | Colombia  | 2017 - 2019     | 91       | 0     | 5           |
| América de Cali        | Colombia  | 2019 - 2020     | 22       | 0     | 0           |
| Atlético Bucaramanga   | Colombia  | 2021            | 32       | 1     | 5           |
| Deportivo Pereira      | Colombia  | 2022 - 2023     | 77       | 4     | 4           |
| Santa Fe               | Colombia  | 2024            | 53       | 4     | 2           |
| Operário               | Brasil    | 2025 - Presente |          |       |             |

## Estadísticas
Actualizado el 8 de diciembre de 2024
| Club | Div           | Temporada     | Liga  | Liga  | Liga  | Copas nacionales(1) | Copas nacionales(1) | Copas nacionales(1) | Torneos internacionales(2) | Torneos internacionales(2) | Torneos internacionales(2) | Total | Total | Total |
| Club | Div           | Temporada     | Part. | Goles | Asis. | Part.               | Goles               | Asis.               | Part.                      | Goles                      | Asis.                      | Part. | Goles | Asis. |
| --- | ------------- | ------------- | ----- | ----- | ----- | ------------------- | ------------------- | ------------------- | -------------------------- | -------------------------- | -------------------------- | ----- | ----- | ----- |
| Independiente Medellín · Colombia | 1.ª           | 2013          | 7     | 0     | 0     | 4                   | 0                   | 0                   | -                          | -                          | -                          | 11    | 0     | 0     |
| Independiente Medellín · Colombia | Total club    | Total club    | 7     | 0     | 0     | 4                   | 0                   | 0                   | -                          | -                          | -                          | 11    | 0     | 0     |
| Atlético · Colombia | 2.ª           | 2014          | 17    | 2     | 0     | 10                  | 0                   | 0                   | -                          | -                          | -                          | 27    | 2     | 0     |
| Atlético · Colombia | 2.ª           | 2015          | 11    | 1     | 0     | 5                   | 0                   | 0                   | -                          | -                          | -                          | 16    | 1     | 0     |
| Atlético · Colombia | Total club    | Total club    | 28    | 3     | 0     | 15                  | 0                   | 0                   | -                          | -                          | -                          | 43    | 3     | 0     |
| Deportivo Miranda · Venezuela | 1.ª           | 2015          | 15    | 2     | 0     | -                   | -                   | -                   | -                          | -                          | -                          | 15    | 2     | 0     |
| Deportivo Miranda · Venezuela | 1.ª           | 2016          | 25    | 5     | 0     | -                   | -                   | -                   | -                          | -                          | -                          | 25    | 5     | 0     |
| Deportivo Miranda · Venezuela | Total club    | Total club    | 40    | 7     | 0     | -                   | -                   | -                   | -                          | -                          | -                          | 40    | 7     | 0     |
| Jaguares de Córdoba · Colombia | 1.ª           | 2017          | 31    | 0     | 2     | 3                   | 0                   | 0                   | -                          | -                          | -                          | 34    | 0     | 2     |
| Jaguares de Córdoba · Colombia | 1.ª           | 2018          | 33    | 0     | 1     | 3                   | 0                   | 0                   | 1                          | 0                          | 0                          | 37    | 0     | 1     |
| Jaguares de Córdoba · Colombia | 1.ª           | 2019          | 19    | 0     | 2     | 1                   | 0                   | 0                   | -                          | -                          | -                          | 20    | 0     | 2     |
| Jaguares de Córdoba · Colombia | Total club    | Total club    | 83    | 0     | 5     | 7                   | 0                   | 0                   | 1                          | 0                          | 0                          | 91    | 0     | 5     |
| América de Cali · Colombia | 1.ª           | 2019          | 19    | 0     | 0     | 2                   | 0                   | 0                   | -                          | -                          | -                          | 21    | 0     | 0     |
| América de Cali · Colombia | 1.ª           | 2020          | 1     | 0     | 0     | -                   | -                   | -                   | -                          | -                          | -                          | 1     | 0     | 0     |
| América de Cali · Colombia | Total club    | Total club    | 20    | 0     | 0     | 2                   | 0                   | 0                   | -                          | -                          | -                          | 22    | 0     | 0     |
| Atlético Bucaramanga · Colombia | 1.ª           | 2021          | 29    | 1     | 5     | 3                   | 0                   | 0                   | -                          | -                          | -                          | 32    | 1     | 5     |
| Atlético Bucaramanga · Colombia | Total club    | Total club    | 29    | 1     | 5     | 3                   | 0                   | 0                   | -                          | -                          | -                          | 32    | 1     | 5     |
| Deportivo Pereira · Colombia | 1.ª           | 2022          | 24    | 0     | 1     | 2                   | 0                   | 0                   | -                          | -                          | -                          | 26    | 0     | 1     |
| Deportivo Pereira · Colombia | 1.ª           | 2023          | 33    | 2     | 2     | 8                   | 2                   | 0                   | 10                         | 0                          | 1                          | 51    | 4     | 3     |
| Deportivo Pereira · Colombia | Total club    | Total club    | 57    | 2     | 3     | 10                  | 2                   | 0                   | 10                         | 0                          | 1                          | 77    | 4     | 4     |
| Santa Fe · Colombia | 1.ª           | 2024          | 48    | 3     | 2     | 5                   | 1                   | 0                   | -                          | -                          | -                          | 53    | 4     | 2     |
| Santa Fe · Colombia | Total club    | Total club    | 48    | 3     | 2     | 5                   | 1                   | 0                   | -                          | -                          | -                          | 53    | 4     | 2     |
| Total carrera | Total carrera | Total carrera | 312   | 16    | 15    | 46                  | 3                   | 0                   | 11                         | 0                          | 1                          | 369   | 19    | 16    |
| (1) Incluye datos de la Copa Colombia (2013-Act) y Superliga de Colombia (2023). (2) Incluye datos de la Copa Sudamericana (2018) y Copa Libertadores 2023. |               |               |       |       |       |                     |                     |                     |                            |                            |                            |       |       |       |

## Palmarés

### Campeonatos nacionales
| Título              | Club              | País     | Año  |
| ------------------- | ----------------- | -------- | ---- |
| Torneo Finalización | América de Cali   | Colombia | 2019 |
| Torneo Finalización | Deportivo Pereira | Colombia | 2022 |